# Molrudee Kasemchaiyanan
Molrudee Kasemchaiyanan (Spitznamen Ann, Anne, und MK; * 22. Februar 1979 in Thailand; † 6. September 2022), zwischen 2004 und etwa 2011 Molrudee Vujanic, war eine neuseeländische Billardspielerin und -funktionärin. Sie trat vorrangig im Poolbillard an und gehörte in den 2010er-Jahren mit zwanzig Titeln im 8-Ball, 9-Ball und 10-Ball zu den erfolgreichsten Teilnehmerinnen der neuseeländischen Poolbillard-Meisterschaften. Hin und wieder spielte sie zusätzlich Snooker, 2014 wurde sie in dieser Variante ebenfalls neuseeländische Meisterin. Zuvor war sie auch für Thailand und Deutschland angetreten und 2006 deutsche Meisterin im 8-Ball geworden. Als Funktionärin saß sie bis zu ihrem Tod im Vorstand der World Pool-Billiard Association.

## Leben und Karriere

### Thailand und Deutschland
Kasemchaiyanan wurde im Süden Thailands geboren, kurz nach ihrer Geburt zogen ihre Eltern aber mit ihr in ein Dorf im Norden des Landes in das Gebiet nahe der Grenze zu Laos am Mekong, in der Umgebung der Stadt Udon Thani. In dem Dorf lebten ihre Großeltern, die Kasemchaiyanans Eltern bei der Erziehung unterstützten. Dort verbrachte sie auch ihre frühe Kindheit. Ihre Eltern eröffneten später einen gastronomischen Betrieb, in dem sie im Alter von sechs Jahren zunächst begann, Snooker zu spielen. Im gleichen Alter trennten sich ihre Eltern und sie zog mit ihrer Mutter nach Phuket. Dort verliebte sich ihre Mutter in einen deutschen Touristen, sodass sie nach Europa auswanderten. Zunächst lebten sie sechs Monate in Irland, doch als sie neun Jahre alt war, zog sie mit ihrer Familie nach Deutschland.
Dort lebte sie in Oberursel im hessischen Taunus, spielte zunächst aber kein Billard mehr. Erst mit 15 Jahren entdeckte sie das Poolbillard für sich und trainierte fortan regelmäßig. Gleichzeitig war sie auch musikalisch tätig und wurde für einige kleine Auftritte verpflichtet. Als 18-Jährige wurde sie Mitglied eines Billardvereines, zumindest später – nachweisbar ab Ende der 1990er Jahre – spielte sie für Astoria Walldorf. Für 1999 lässt sich zum ersten Mal ihre Teilnahme an der deutschen Poolbillard-Meisterschaft der Damen nachweisen; sowohl im 14 und 1 endlos als auch im 8-Ball und 9-Ball kam sie unter die letzten 24 Spielerinnen. 2001 konnte sie zumindest im 14 und 1 endlos dieses Resultat wiederholen. Derweil machte sie in Anschluss an ihren Schulabschluss in Frankfurt am Main einen weiterführenden Abschluss in Informationstechnik und lernte dabei ihren späteren Ehemann kennen, einen in Jugoslawien geborenen, neuseeländischen Softwareentwickler, der ab 1998 in Deutschland gearbeitet hatte. Nach einiger Zeit in der IT-Branche sattelte Kasemchaiyanan um und ließ sich in Basel zur Visagistin oder Maskenbildnerin ausbilden. Wenig später entschloss sie sich, sich vollständig auf eine Karriere als Billardspielerin zu konzentrieren.
Noch parallel zu ihrer Ausbildung hatte sie weitere Erfolge im Poolbillard erzielt. Bereits 2002 und 2004, als sie immer noch für Astoria Walldorf angetreten war, hatte Kasemchaiyanan bei den deutschen Meisterschaften der Damen im 9-Ball jeweils die Bronzemedaille gewonnen. 2002 war sie auch Teil der hessischen Auswahl für den Damen-Länderpokal zwischen den deutschen Bundesländern, in dem sie mit ihren Teamkolleginnen den dritten Platz belegte, bevor Hessen, unter anderem mit Kasemchaiyanan, den Wettbewerb 2003 gewann. Im gleichen Jahr gewann sie im deutschlandweiten Einzelpokal der Damen die Bronzemedaille. Darüber hinaus versuchte sie 2004 vergeblich, sich für die professionelle WPA-9-Ball-Weltmeisterschaft der Damen zu qualifizieren. Auch in Deutschland nahm sie neben den Meisterschaften an diversen anderen Turnieren teil. Nach 2004 wechselte sie zum 1. PBC Fulda, für den sie bereits bei den Poolbillard-Meisterschaften 2005 startete. Zwischenzeitlich hatte sie im Dezember 2004 nach traditioneller thailändischer Weise im nordthailändischen Dorf ihrer Großeltern geheiratet. Von ihrem Ehemann nahm sie den Nachnamen Vujanic an. Im April 2005 nahm sie, schon unter ihrem neuen Namen, an einem reinen Damen-Turnier der Euro-Tour in Italien teil. Im gleichen Jahr wanderte sie mit ihrem Ehemann nach Neuseeland aus. Dort gründeten die beiden im Aucklander Stadtteil Whangaparaoa ein eigenes Unternehmen.
Nichtsdestotrotz kehrte sie fürs Poolbillard regelmäßig nach Deutschland zurück. 2006 gewann sie für den Verein die deutsche Damen-Meisterschaft im 8-Ball, gemeinsam mit Christian Weigoni erreichte sie zudem das Halbfinale der Mixed-Meisterschaft. 2007 nahm sie erneut an den deutschen Poolbillard-Meisterschaften der Frauen teil. Die Titelverteidigung im 8-Ball verpasste sie zwar, dafür erreichte sie das Viertelfinale im 14 und 1 endlos und zum zweiten Mal nach 2003 das Halbfinale im Pokalwettbewerb. Im selben Jahr wurde sie vom nationalen Verband Thailands für zwei asiatische Multisportveranstaltungen nominiert. Zunächst nahm sie an den Billard-Wettbewerben der Asian Indoor Games teil, danach auch noch am 8-Ball- und 9-Ball-Wettbewerb der Damen der Südostasienspiele 2007. Bei den Asian Indoor Games kam sie im 8-Ball bis ins Viertelfinale, unterlag aber dann der späteren Goldmedaillengewinnerin Tsa Pei-chen. Ihren Lebensmittelpunkt in Deutschland verlagerte sie Ende der 2000er Jahre zunächst nach Niedersachsen und später ins Rheinland. An den deutschen Meisterschaften 2008 und 2009 nahm sie offenbar nicht teil.

### Neuseeland
Derweil beteiligte sich Vujanic auch in Neuseeland als Poolbillardspielerin und wurde alsbald Mitglied der entsprechenden Verbandsstruktur. Noch im Dezember 2009 wurde sie gemeinsam mit ihrem Ehemann im Doppel Vize-Meisterin in einem regionalen Wettbewerb. 2010 machte sie in Neuseeland eine weitere Ausbildung zur Immobilienmaklerin und arbeitete für einige Zeit in dieser Branche. Etwa gleichzeitig trennte sie sich von ihrem Ehemann und stieg aus dem gemeinsamen Unternehmen aus. Ursprünglich wollte Vujanic zu diesem Zeitpunkt wieder dauerhaft nach Deutschland ziehen, doch zu diesem Zeitpunkt lernte sie den neuseeländischen Poolbillardspieler Matthew „Matt“ Edwards kennen. Die beiden begannen eine Beziehung und auf einer Europareise konnte Edwards Vujanic überzeugen, doch in Neuseeland zu bleiben. So wanderte sie schließlich vollständig nach Neuseeland aus. Eine neue Heimat fand sie in Auckland. Dort stieg sie als Teilhaberin in das 2005 von Edwards gegründete Poolbillardunternehmen Excellence Billiard ein. Im Sommer 2011 legte sie ihren Ehenamen ab und nahm wieder ihren Geburtsnamen an; seitdem trat sie auch bei Turnieren wieder als Molrudee Kasemchaiyanan an. Ihre Beziehung zu Edwards hielt auch in den nächsten Jahren. Unternehmerisch gründeten die beiden zusätzlich eine Poolbillardhalle in Auckland, 2020 wurden sie Eltern eines Sohnes. Kurz danach entschieden sie sich für eine Beziehungspause, blieben aber eng freundschaftlich verbunden.
Ab 2010 nahm sie intensiver an den neuseeländischen Turnieren teil und konnte sowohl auf regionaler wie auch nationaler Ebene schnell Erfolge feiern. In den nächsten Jahren entwickelte sich Kasemchaiyanan zu einer der führenden Billardspielerinnen Neuseelands und Ozeaniens. So konnte sie in den 2010er Jahren bei den Damen-Turnieren der neuseeländischen Poolbillard-Meisterschaft bis zum Ausbruch der COVID-19-Pandemie zahlreiche Titel gewinnen. Im 8-Ball verlor sie 2011 zunächst im Halbfinale, siegte dann aber ab 2012 insgesamt acht Mal, nur unterbrochen von Hazel Cook im Jahr 2014. Im 9-Ball konnte sie schon 2010 neuseeländische Meisterin werden, ab 2014 folgten in dieser Disziplin noch sechs weitere Titelgewinne. Im 10-Ball siegte sie ab 2012 fünf Mal nacheinander. Zeitweise hielt sie gleichzeitig die Titel aller drei Poolbillarddisziplinen. Zudem gewann sie drei Mal die NZ Open im 9-Ball, ebenso gewann sie mehrfach internationale Meisterschaften Ozeaniens. Auch im Snooker konnte sie Erfolge feiern. 2013 kam sie bei der neuseeländischen Snooker-Frauen-Meisterschaft bereits ins Halbfinale, ehe sie 2014 den Titel gewann. Ihr Trainingsort war zumindest 2011 der Cashmere Club in Christchurch.
Daneben vertrat sie ihr neues Heimatland auch auf internationaler Bühne. Mehrfach gewann sie die ozeanische Poolbillardmeisterschaft, 2015 wurde sie auch im Snooker ozeanische Vizemeisterin. Aber auch bei internationalen Turnieren standen Poolbillardturniere in ihrem Fokus. Ab 2013 trat sie ebenfalls bei US-amerikanischen und asiatischen Profiturnieren an, unter anderem beim Amway Cup 2014, den Japan Open 2015, der All Japan Championship 2016, der WPA-9-Ball-Weltmeisterschaft der Damen 2017, den US-Open im 10-Ball 2017 und der WPA-9-Ball-Weltmeisterschaft der Damen 2018. Zumindest 2015 kehrte sie für zwei Turniere auch nach Europa zur Euro-Tour zurück. Bei den meisten dieser recht bedeutenden Turniere schied Kasemchaiyanan meist vergleichsweise früh aus. 2019 konnte sie allerdings die BCA World Women’s 8-Ball Championship in Las Vegas gewinnen. Ebenso repräsentierte sie, neben anderen Spielern wie Edwards, Neuseeland bei der WPA-Poolbillard-Team-Weltmeisterschaft 2014. 2017 nahm sie für Neuseeland am 9-Ball-Damen-Wettbewerb der World Games 2017 teil, verlor dort aber ihr Auftaktspiel gegen Chezka Centeno. Daneben engagierte sie sich auch als Sportfunktionärin. 2019 wurde sie in den Vorstand der World Pool-Billiard Association gewählt und blieb in dieser Funktion bis zu ihrem Tod.

### Erkrankung und Tod
Im Juli 2022 folgte Kasemchaiyanan einer Einladung zum 9-Ball-Damen-Wettbewerb der World Games 2022. Starke Schmerzen – die nach der Ankunft am US-Austragungsort plötzlich auftraten – behinderten jedoch ihre zweite Teilnahme an den World Games enorm, sodass sie ihr Auftaktspiel gegen Yuki Hiraguchi klar mit 0:9 verlor. Zunächst stand als Schmerzursache eine mögliche Schulterverletzung im Raum, auch ein Knochenbruch wurde als eventuelle Ursache genannt. Nach ihrer Heimreise wurden bei einer ärztlichen Untersuchung allerdings mehrere Hirntumore diagnostiziert. Die behandelnden Ärzte kamen zu dem Schluss, dass selbst eine unmittelbar startende Chemotherapie Kasemchaiyanans Leben nur um einige Wochen hätte verlängern können.
Ihr sich schnell und gravierend verschlechternder Gesundheitszustand machte aber nicht einmal das möglich. Kasemchaiyanan starb Anfang September 2022 im Alter von 43 Jahren, im Kreise ihrer Familie. Ihr Tod wurde vom Präsidenten der World Pool-Billiard Association, Ian Anderson, am 6. September 2022 auf der Website des Verbandes in einem persönlichen Nachruf bekanntgegeben. Anderson gab zunächst den 5. September als Todestag an, ihre Traueranzeige führte dann aber den 6. September an. Eine identische Angabe wurde auf ihrer Trauerfeier genannt. In der gesamten Billardszene wurde ihr Tod mit Entsetzen und Trauer aufgenommen, zahlreiche Spieler und Institutionen kondolierten. Die kurz nach ihrem Tod gestartete World Team Championship 2022 begann mit einer Schweigeminute für sie, auch bei der WPA-10-Ball-Weltmeisterschaft der Damen 2022 wurde in dieser Form an sie erinnert. Ihre Trauerfeier fand etwa eine Woche später in Albany nahe Auckland statt. Am 16. September zollte ihr der WPA-Präsident Ian Anderson in einem weiteren Nachruf erneut Tribut.

## Spielweise
2018 gab Kasemchaiyanan in einem Interview an, ihr Training bestehe hauptsächlich aus technischen Übungen und nur direkt vor wichtigen Turnieren auch aus Übungsspielen. Als ihre größte Stärke benannte sie ihre positive Grundhaltung. Nach ihrem Tod würdigte sie der WPA-Vorsitzende Ian Anderson als „fähige Spielerin“. Die Spitzenspielerin Kelly Fisher nannte sie nicht nur eine „Person, die viel für die Billardwelt getan hat“, sondern gab auch an, Kasemchaiyanan habe immer „sehr leidenschaftlich gespielt.“ Fisher übernahm wenig später ihren Sitz im Vorstand der World Pool-Billiard Association.